# Tsuno (Miyazaki)
Tsuno (jap. 都農町 Tsuno-chō) – miasto w Japonii, na wyspie Kiusiu, w prefekturze Miyazaki. Według danych na rok 2020 miejscowość zamieszkiwało 9 906 mieszkańców , a gęstość zaludnienia wyniosła 97 os./km².